# 八方美人
| ウィキペディアには「八方美人」という見出しの百科事典記事はありません（タイトルに「八方美人」を含むページの一覧/「八方美人」で始まるページの一覧）。 代わりにウィクショナリーのページ「八方美人」が役に立つかもしれません。 |